# Lastflussberechnung
Die Lastflussberechnung ist in der elektrischen Energietechnik eine Methode der numerischen Analyse von Energieversorgungsnetzen. Im Gegensatz zur traditionellen Schaltungsanalyse werden vereinfachte Darstellungen, wie das Einliniendiagramm oder Per-Unit-System (pu) benutzt, bezüglich verschiedener Formen elektrischer Leistung wie die Blindleistung, Wirkleistung und Scheinleistung anstelle von Strom und Spannung. Das Stromnetz wird im Normalzustand (stabiler Zustand) analysiert. Es existieren verschiedene Softwarelösungen für Lastflussberechnungen.
Zusätzlich zur Lastflussberechnung verfügen viele Softwarelösungen über weitere Methoden der Analyse, wie die Kurzschlussanalyse und Wirtschaftlichkeitsanalyse. Viele Programme benutzen lineare Programmierung, um den optimalen Leistungsfluss zu finden, der Zustand mit den niedrigsten Kosten pro erzeugtem Kilowatt.
Die große Bedeutung der Lastflussberechnung liegt bei der Planung von zukünftigen Erweiterungen von Energieversorgungsnetzen sowie in der Ermittlung des optimalen Betriebszustandes von bestehenden Systemen. Die grundlegenden Informationen, welche gewonnen werden, sind Spannungshöhe und Phasenwinkel jeder Verteilungsschiene bzw. Wirk- und Blindleistung auf jeder Leitung.

## Problemformulierung
Ziel der Lastflussberechnung ist es, komplette Informationen (Spannung/Phasenwinkel) für jede Sammelschiene bezüglich Last- und Generator-Wirkleistung zu erhalten. Ist diese Information bekannt, können Wirk- und Blindleistungsfluss in jedem Zweig sowie die Generatorausgangsleistung analytisch ermittelt werden. Aufgrund nichtlinearer Natur dieses Problems werden numerische Methoden benutzt, um Lösungen innerhalb akzeptabler Toleranzen zu erhalten.
Die Lösung beginnt mit Identifikation der bekannten und unbekannten Variablen des Systems. Diese Variablen hängen vom Typ der Verteilungsschiene ab. Eine Schiene ohne Generator wird als Lastschiene bezeichnet. Schienen mit wenigstens einem Generator sind Generatorschienen. Die Ausnahme ist eine willkürlich ausgewählte Schiene mit Generator. Solche Schienen werden als Bilanzknoten (englisch Slack Bus) bezeichnet.
In der Problemlösung wird angenommen, dass Wirkleistung PD und Blindleistung QD für jede Lastschiene bekannt sind. Aus diesem Grund werden Lastschienen als PQ-Schienen bezeichnet. Für Generatorschienen wird angenommen, dass die erzeugte Wirkleistung PG und Spannung |V| bekannt sind. Für den Bilanzknoten wird angenommen, Spannung |V| und Phasenwinkel Θ sind bekannt. Für jede Lastschiene sind Spannung und Phasenwinkel unbekannt und müssen berechnet werden; für jede Generatorschiene muss der Phasenwinkel berechnet werden; es gibt keine unbekannten Variablen für den Bilanzknoten. In einem System mit N Schienen und R Generatoren gibt es {\displaystyle 2(N-1)-(R-1)} Unbekannte.
Um nach den {\displaystyle 2(N-1)-(R-1)} Unbekannten aufzulösen, müssen {\displaystyle 2(N-1)-(R-1)} Gleichungen aufgestellt werden, welche keine weiteren Unbekannten verwenden. Die möglichen Gleichungen benutzen das Leistungsgleichgewicht, welches bzgl. Wirk- und Blindleistung für jede Schiene aufgestellt werden kann. 
Die Gleichung des Leistungsgleichgewichts ist:
{\displaystyle 0=-P_{i}+\sum _{k=1}^{N}|V_{i}||V_{k}|(G_{ik}\cos \theta _{ik}+B_{ik}\sin \theta _{ik})}
dabei ist {\displaystyle P_{i}} die eingespeiste Leistung in die Schiene i, {\displaystyle G_{ik}} ist der Wirkanteil des Elementes in der Sammelschienen Admittanz-Matrix YBUS korrespondierend zur i. Zeile und k. Spalte, {\displaystyle B_{ik}} ist der imaginäre Anteil des Elements in Sammelschienen Admittanz-Matrix YBUS korrespondierend zur i. Zeile und k. Spalte und {\displaystyle \theta _{ik}} ist die Differenz im Phasenwinkel zwischen i. und k. Schiene. 
Die Blindleistungsgleichung ist:
{\displaystyle 0=-Q_{i}+\sum _{k=1}^{N}|V_{i}||V_{k}|(G_{ik}\sin \theta _{ik}-B_{ik}\cos \theta _{ik})}
dabei ist {\displaystyle Q_{i}} die Blindleistung, welche in Schiene i eingespeist wird.
Die Gleichungen enthalten Wirk- und Blindleistungsanteil für jede Lastschiene und das Wirkleistungsgleichgewicht für jede Generatorschiene.
Für die Generatorschiene wird nur das Wirkleistungsgleichgewicht aufgestellt, denn es wird angenommen, die eingespeiste Blindleistung ist unbekannt. Aus dem gleichen Grund werden auch keine Gleichungen für den Bilanzknoten aufgestellt.

## Lösungsmethoden
Es gibt verschiedene Lösungsmethoden für nichtlineare Gleichungssysteme wie das Newton-Verfahren. Diese Methode beginnt mit der Schätzung aller unbekannten Variablen (Spannung und Phasenwinkel der Lastschienen, und Phasenwinkel der Generatorschienen). Danach wird eine Taylorreihe aufgestellt, das Resultat ist ein lineares Gleichungssystem:
{\displaystyle {\begin{bmatrix}\Delta \theta \\\Delta |V|\end{bmatrix}}=-J^{-1}{\begin{bmatrix}\Delta P\\\Delta Q\end{bmatrix}}}
Für  {\displaystyle \Delta P} und {\displaystyle \Delta Q} werden Ersatzgleichungen aufgestellt:
{\displaystyle \Delta P_{i}=-P_{i}+\sum _{k=1}^{N}|V_{i}||V_{k}|(G_{ik}\cos \theta _{ik}+B_{ik}\sin \theta _{ik})}
{\displaystyle \Delta Q_{i}=-Q_{i}+\sum _{k=1}^{N}|V_{i}||V_{k}|(G_{ik}\sin \theta _{ik}-B_{ik}\cos \theta _{ik})}
und {\displaystyle J} ist eine Matrix partieller Ableitungen, bekannt als Jacobi-Matrix:
{\displaystyle J={\begin{bmatrix}{\dfrac {\delta \Delta P}{\delta \theta }}&{\dfrac {\delta \Delta P}{\delta |V|}}\\{\dfrac {\delta \Delta Q}{\delta \theta }}&{\dfrac {\delta \Delta Q}{\delta |V|}}\end{bmatrix}}}.
Das linearisierte Gleichungssystem wird gelöst durch Ermittlung der nächsten Schätzung (m + 1) von Spannungshöhe und Phasenwinkel basierend auf:
{\displaystyle \theta ^{m+1}=\theta ^{m}+\Delta \theta \,}
{\displaystyle |V|^{m+1}=|V|^{m}+\Delta |V|\,}
Der Prozess wird wiederholt, bis eine Stoppbedingung eintritt. Die Stoppbedingung tritt üblicherweise ein, wenn die Lösung der Ersatzgleichungen innerhalb einer bestimmten Toleranz liegt.
Ein grober Lösungsansatz des Lastflussproblems ist:
1. Aufstellung einer ersten Schätzung für Spannung und Phasenwinkel. Es ist üblich, alle Phasenwinkel auf Null und alle Spannungen auf 1,0 pro Einheit zu setzen.
2. Auflösung der Leistungsgleichgewichts-Gleichungen unter Verwendung der letzten Phasenwinkel und Spannungswerte.
3. Linearisierung des Systems um die letzten Phasenwinkel und Spannungswerte.
4. Auflösung nach der Änderung von Phasenwinkel/Spannung.
5. Aktualisierung von Phasenwinkel/Spannung.
6. Prüfung auf Stoppbedingung, falls nicht erfüllt, Wiederholung ab Schritt 2.